# Chieta
Chieta (ros. Хета) – osiedle w Rosji, w Kraju Krasnojarskim, w tajmyrskim rejonie dołgano-nienieckim. W 2010 liczyło 368 mieszkańców.